# Исаев, Василий Васильевич
Васи́лий Васи́льевич Иса́ев (7 января 1917, Хотмыжск, Курская губерния — 7 июня 1985, Харьков) — участник Советско-финской войны (1939—1940) и Великой Отечественной войны, заместитель командира эскадрильи 42-го гвардейского истребительного авиационного полка 269-й истребительной авиационной дивизии 4-й воздушной армии 2-го Белорусского фронта, гвардии капитан, Герой Советского Союза.

## Биография
Родился в Хотмыжске (ныне — Борисовского района, Белгородская область). С 1932 г., окончив 9 классов, работал диспетчером на станции Харьков-Товарный; занимался в Харьковском железнодорожном клубе Осоавиахима.
В 1939 г. призван в Красную армию; участвовал в советско-финской войне 1939—1940 гг. — шофёр, затем механик самолёта в аэродромной команде обслуживания. В 1941 г. окончил Зерноградскую военную авиационную школу пилотов, после чего служил инструктором в Черниговском военном авиационном училище.
С июня 1942 г. — на фронтах Великой Отечественной войны. Воевал в небе над Ростовом-на-Дону,  Крымом, Польшей, Кёнигсбергом. К январю 1945 года заместитель командира эскадрильи 42-го гвардейского истребительного авиационного полка (269-я истребительная авиационная дивизия, 4-я воздушная армия, 2-й Белорусский фронт) гвардии капитан В. В. Исаев совершил 241 боевой вылет, в воздушных боях сбил лично 17 самолётов противника и 5 — в группе (так указано в наградном листе, однако из этих побед 1 личная победа не подтверждена). 18 августа 1945 г. удостоен звания Героя Советского Союза.
К 9 мая 1945 года командир эскадрильи гвардии капитан В. В. Исаев выполнил 313 боевых вылетов, провёл 99 воздушных боёв, в которых сбил лично 17 и в составе группы 4 самолёта.
После войны в течение 15 лет работал директором протезного завода в Харькове. Избирался членом Ленинского районного комитета Компартии Украины, председателем районной комиссии Фонда мира.
Похоронен на 2-м городском кладбище Харькова.

## Награды
- Медаль «Золотая Звезда» Героя Советского Союза (18.8.1945)
- орден Ленина (18.8.1945)
- орден Октябрьской Революции (1972)
- три ордена Красного Знамени (в том числе 05.04.1943, 17.06.1943)
- орден Александра Невского (08.06.1945)
- два ордена Отечественной войны I степени (29.12.1943, 06.04.1985)
- медали
- Заслуженный работник социального обеспечения Украинской ССР[2]
- почётная медаль Советского комитета защиты мира (1974)

## Сочинения
- Исаев В. В. За чистое небо : Докум. повесть / [Лит. запись В. И. Бараца]. — Харьков: Прапор, 1975. — 239 с.

## Память
Имя В. В. Исаева упомянуто на закладном камне Аллеи Героев в Чугуеве.